# Liz Truss
Mary Elizabeth Truss (sinh ngày 26 tháng 7 năm 1975) là nữ chính trị gia Vương quốc Liên hiệp Anh và Bắc Ireland, hiện là Hạ Nghị sĩ đại diện cho Tây Nam Norfolk từ 2010. Bà từng là Thủ tướng Vương quốc Anh trong 49 ngày từ 6 tháng 9 đến 25 tháng 10 năm 2022 – Thủ tướng tại nhiệm ngắn nhất lịch sử Anh Quốc. Là đảng viên của Đảng Bảo thủ, bà từng là Lãnh đạo Đảng Bảo thủ Anh, đảm nhiệm nhiều vị trí trong nội các dưới thời các Thủ tướng David Cameron, Theresa May và Boris Johnson. Trong đó, bà là nữ Ngoại trưởng Anh đầu tiên của Đảng Bảo thủ và là nữ Ngoại trưởng thứ hai của Anh, sau Margaret Beckett; là nữ Bộ trưởng Tư pháp đầu tiên, nữ Đại Chưởng ấn đầu tiên. Tháng 9 năm 2022, Liz Truss tranh cử vị trí Lãnh đạo Đảng Bảo thủ và chiến thắng trước Rishi Sunak, sau đó được Nữ vương Elizabeth II bổ nhiệm làm Thủ tướng Anh, trở thành người phụ nữ thứ ba giữ cương vị này sau Margaret Thatcher và Theresa May, là thủ tướng thứ 15 và cũng là thủ tướng cuối cùng của triều đại Elizabeth II.
Liz Truss theo học Trường Merton, Đại học Oxford, hoạt động xã hội và chính trị từ thời sinh viên với vị trí Chủ tịch Đảng Dân chủ Tự do của Đại học Oxford. Sau tốt nghiệp 1996, bà gia nhập Đảng Bảo thủ, làm việc cho các tổ chức tư nhân lĩnh vực kinh doanh và là một chuyên gia kinh tế, đồng thời là phó giám đốc của tổ chức think tank Reform, thất cử Quốc hội hai lần năm 2001, 2005 trước khi trở thành Hạ Nghị sĩ từ 2010. Với tư cách là nghị viên chưa tham gia chính phủ, bà kêu gọi cải cách trong một số lĩnh vực chính sách bao gồm chăm sóc trẻ em, giáo dục toán học và kinh tế, thành lập Nhóm Doanh nghiệp Tự do của các nghị sĩ Đảng Bảo thủ, đồng thời là tác giả, đồng tác giả của một số bài báo và sách, bao gồm After the Coalition (2011) và Britannia Unchained (2012). Liz Truss từng giữ chức Nghị viên Bộ Giáo dục từ 2012–14, trước khi được Thủ tướng David Cameron bổ nhiệm vào Nội các với vị trí Bộ trưởng Môi trường từ 2014. Mặc dù là người ủng hộ nổi bật cho chiến dịch "nước Anh mạnh hơn ở châu Âu" để Anh ở lại Liên minh châu Âu trong cuộc trưng cầu dân ý năm 2016, bà đã ủng hộ Brexit sau kết quả này.
Sau khi Thủ tướng David Cameron từ chức năm 2016, Liz được Thủ tướng Theresa May bổ nhiệm làm Bộ trưởng Tư pháp và Đại Chưởng ấn. Sau cuộc tổng tuyển cử năm 2017, bà được bổ nhiệm làm Tổng thư ký Bộ Tài chính, từ chức vào năm 2019, ủng hộ nỗ lực của Boris Johnson để trở thành nhà lãnh đạo Đảng Bảo thủ. Sau khi Thủ tướng Boris Johnson nhậm chức đã bổ nhiệm bà làm Bộ trưởng Thương mại quốc tế kiêm Chủ tịch Hội đồng Thương mại Anh, và sau đó là Bộ trưởng Phụ nữ và Bình đẳng từ 2019, Ngoại trưởng Anh vào năm 2021, thay thế Dominic Raab, đồng thời làm trưởng đoàn đàm phán của Chính phủ Anh Quốc với Liên minh châu Âu và là Chủ tịch Vương quốc Anh (UK) của Hội đồng Đối tác EU–UK từ 2021, kế nhiệm Lord Frost. Tháng 9 năm 2022, bà đã miễn nhiệm các vị trí này khi trở thành Thủ tướng và thành lập Nội các Truss. Ngày 20 tháng 10 năm 2022, sau 44 ngày nắm quyền, bà tuyên bố từ chức bởi những vấn đề về việc thất bại khi thực hiện các chính sách đối phó khủng hoảng kinh tế Anh, sự phản đối của Đảng Bảo thủ Anh, và quyền lực được trao cho Rishi Sunak – đối thủ mà bà đã giành chiến thắng trong cuộc bầu cử trước đó.

## Thời kỳ đầu

### Xuất thân và giáo dục
Liz Truss sinh ngày 26 tháng 7 năm 1975 tại thành phố Oxford, thuộc hạt Oxfordshire, Anh, tên khai sinh là Mary Elizabeth Truss, với bố là John Kenneth Truss và mẹ là Priscilla Mary Truss. Ngay từ khi còn nhỏ, bà thường được gọi bằng tên đệm của mình là "Elizabeth". Bố của bà là giáo sư toán học thuần túy tại Đại học Leeds, mẹ là y tá, giáo viên và thành viên của Chiến dịch Giải trừ vũ khí hạt nhân. Bà đã mô tả bố mẹ mình là "cánh tả của Công Đảng Anh". Sau này, khi ứng cử vào Quốc hội, mẹ bà đã đồng ý vận động cho bà trong khi bố bà từ chối. Năm 1979, gia đình chuyển đến Scotland khi bà được bốn tuổi, và bà theo học Trường Tiểu học West ở Paisley, Renfrewshire, sau đó là Trường Roundhay, một trường phổ thông toàn diện ở Đông Bắc Leeds. Sau tốt nghiệp phổ thông, bà theo học Triết học, Chính trị và Kinh tế (PPE) tại Trường Merton, Đại học Oxford, tốt nghiệp Cử nhân Nghệ thuật PPE. Thời sinh viên, Liz Truss là Chủ tịch Đảng Dân chủ tự do của sinh viên Đại học Oxford và là thành viên của ủy ban điều hành quốc gia của cánh thanh niên và sinh viên. Bà cũng bày tỏ quan điểm cộng hòa trong một bài phát biểu tại hội nghị Đảng Dân chủ Tự do năm 1994. Bà gia nhập Đảng Bảo thủ năm 1996.

### Ngoài nhà nước
Sau khi tốt nghiệp năm 1996, Liz Truss làm việc cho hãng dầu mỏ đa quốc gia Shell với vị trí quản lý thương mại và hãng Cable & Wireless với vị trí giám đốc kinh tế, và kế toán quản trị. Sau khi thất bại trong hai cuộc bầu cử đầu tiên năm 2001 và 2005, bà tiếp tục làm việc khối xã hội và là phó giám đốc chính thức của tổ chức Reform vào tháng 1 năm 2008, ủng hộ các tiêu chuẩn học tập khắt khe hơn trong trường học, tập trung nhiều hơn vào việc giải quyết tội phạm nghiêm trọng và có tổ chức, ủng hộ hành động khẩn cấp để giải quyết việc khả năng cạnh tranh của nước Anh đang giảm thiểu. Bà là đồng tác giả The Value of Mathematics và A New Level về những vấn đề này.

## Sự nghiệp chính trị

### Ứng cử viên Quốc hội
Những năm 2000, Liz Truss bắt đầu hoạt động chính trị cùng với công việc bên ngoài nhà nước, từng là Chủ tịch Hiệp hội Bảo thủ Lewisham Deptford – một khu vực bầu cử thuộc hạt Deptford những năm 1998–2000. Bà được bầu làm ủy viên hội đồng tại quận Greenwich của Luân Đôn vào năm 2006, từ chức vào năm 2010, ngay trước khi kết thúc nhiệm kỳ của mình. Năm 2001, Liz Truss ứng cử Hạ Nghị sĩ ở vùng Hemsworth thuộc hạt Tây Yorkshire, đây là khu vực bầu cử do Công Đảng Anh đang nắm giữ, và bà thất cử nhưng đã nâng số phiếu của Đảng Bảo thủ lên thêm 4%. Sau đó, trước cuộc tổng tuyển cử năm 2005, ứng cử viên Quốc hội cho Thung lũng Calder Sue Catling đã bị Hiệp hội Bảo thủ địa phương gây áp lực buộc phải từ bỏ, và Liz Truss được chọn để thay thế và tranh cử ở khu vực này, tuy nhiên thua cuộc trước ứng viên Công Đảng Anh Christine McCafferty.
Cũng từ năm 2005, David Cameron trở thành lãnh đạo Đảng Bảo thủ, Liz Truss đã được thêm vào Danh sách A của đảng. Vào tháng 10 năm 2009, bà được các thành viên của Hiệp hội Bảo thủ khu vực bầu cử chọn làm ứng cử viên Hạ Nghị sĩ từ Tây Nam Norfolk. Ở vòng đầu tiên, bà đã giành được hơn 50% phiếu bầu trước những ứng cử viên khác. Ngay sau khi bà chiến thắng, một số thành viên của hiệp hội cử tri đã phản đối, cho rằng bà đã ngoại tình với Nghị sĩ Đảng Bảo thủ Mark Field, đề xuất hủy tư cách ứng cử của bà, nhưng không thành công khi bà có 132 phiếu bầu ủng hộ, hơn hẳn 37 phiếu chống của các thành viên hiệp hội bầu cử Tây Nam Norfork.

### Nghị sĩ Quốc hội
Sau cuộc bầu cử Hạ Nghị viện vào ngày 6 tháng 5 năm 2010, Liz Truss đã vận động cho các vấn đề bao gồm việc duy trì căn cứ Panavia Tornado tại RAF Marham trong khu vực bầu cử của bà. Trong hơn bảy tháng, bà đã đặt 13 câu hỏi trong Hạ viện về RAF Marham, mở một cuộc tranh luận đặc biệt về chủ đề này, viết hàng chục lá thư cho các bộ trưởng và thu thập chữ ký trên một bản kiến nghị được gửi đến Phố Downing. Bà cũng đã vận động thành công cho việc biến tuyến A11 phía Tây Thetford thành đường cao tốc phân làn. Với rừng Thetford, tại khu vực bầu cử của mình, bà đã lên tiếng phản đối đề xuất bán bớt rừng và đóng vai trò hàng đầu trong việc ngăn chặn một lò đốt chất thải được xây dựng ở Tây Norfolk. Bà vận động cải tiến thiết kế cho các nút giao thông đường bộ trong khu vực bầu cử của mình, đặc biệt là A47, được tổ chức hoạt động từ thiện về an toàn đường bộ vinh danh là Nghị sĩ của tháng về an toàn đường bộ vào tháng 1 năm 2013. Bà có những quan điểm về giáo dục và trẻ em, nêu trên các ấn phẩm, như: bài báo cho tổ chức tư tưởng tự do CentreForum, lập luận về việc chấm dứt thành kiến đối với các môn học nghiêm túc trong hệ thống giáo dục để có thể cải thiện sự linh động trong xã hội vào tháng 3 năm 2011; bài báo cho một nhóm nghiên cứu, lập luận về sự thay đổi cấu trúc của thị trường chăm sóc trẻ em ở Anh vào tháng 5 năm 2012. Bà vận động để cải thiện việc giảng dạy các môn học nghiêm ngặt hơn ở trường, đặc biệt là toán học, lưu ý rằng chỉ có 20% học sinh Anh học toán đến 18 tuổi và kêu gọi các lớp học toán là bắt buộc đối với tất cả những người học toàn thời gian. Bà tự học toán và có bằng trình độ A, lập luận rằng học sinh phổ thông đang được nhận không đúng hệ thống giáo dục, nhiều môn học quá dễ dàng, có giá trị thấp để nâng cao kiến thức; học sinh phổ thông có khả năng học các môn truyền thông ở cấp A cao gấp sáu lần so với học sinh được giáo dục tư nhân. Bà cũng chỉ trích việc phụ thuộc quá nhiều vào máy tính có hại cho phép tính nhẩm.
Tháng 10 năm 2011, Liz Truss thành lập Nhóm Doanh nghiệp Tự do, được hơn 40 nghị sĩ Đảng Bảo thủ khác ủng hộ. Vào tháng 9 năm 2011, cùng với bốn thành viên khác của Nhóm Doanh nghiệp Tự do, bà là đồng tác giả của After the Coalition, một cuốn sách thách thức sự đồng thuận rằng sự suy giảm kinh tế của Anh là không thể tránh khỏi bằng cách tranh luận về sự trở lại của một nền văn hóa kinh doanh và dân chủ hơn. Một tập sách mà bà tham gia soạn thảo, Britannia Unchained, khẳng định rằng "Một khi bước vào nơi làm việc, người Anh nằm trong số những người làm biếng tồi tệ nhất trên thế giới". Sách này xuất bản vào tháng 9 năm 2012, là một phần của loạt bài đăng trên The Daily Telegraph, và bà đã viết một bài báo xem trước đối với chương sách của mình về tầm quan trọng của khoa học trong giáo dục. Liz Truss ủng hộ việc Anh học theo Đức trong việc cho phép mọi người có "công việc cận biên" được miễn thuế và ít bị quản lý hơn. Kể từ khi bà xuất bản một bài báo về chính sách cho Nhóm Doanh nghiệp Tự do vào tháng 2 năm 2012, chính sách này đã được Bộ Tài chính xem xét như một chính sách để thúc đẩy sự tăng trưởng. Từ tháng 3 năm 2011, bà là Thành viên của Ủy ban Lựa chọn Tư pháp thuộc Hạ Nghị viện.

### Chính phủ Anh Quốc

#### Giai đoạn đầu

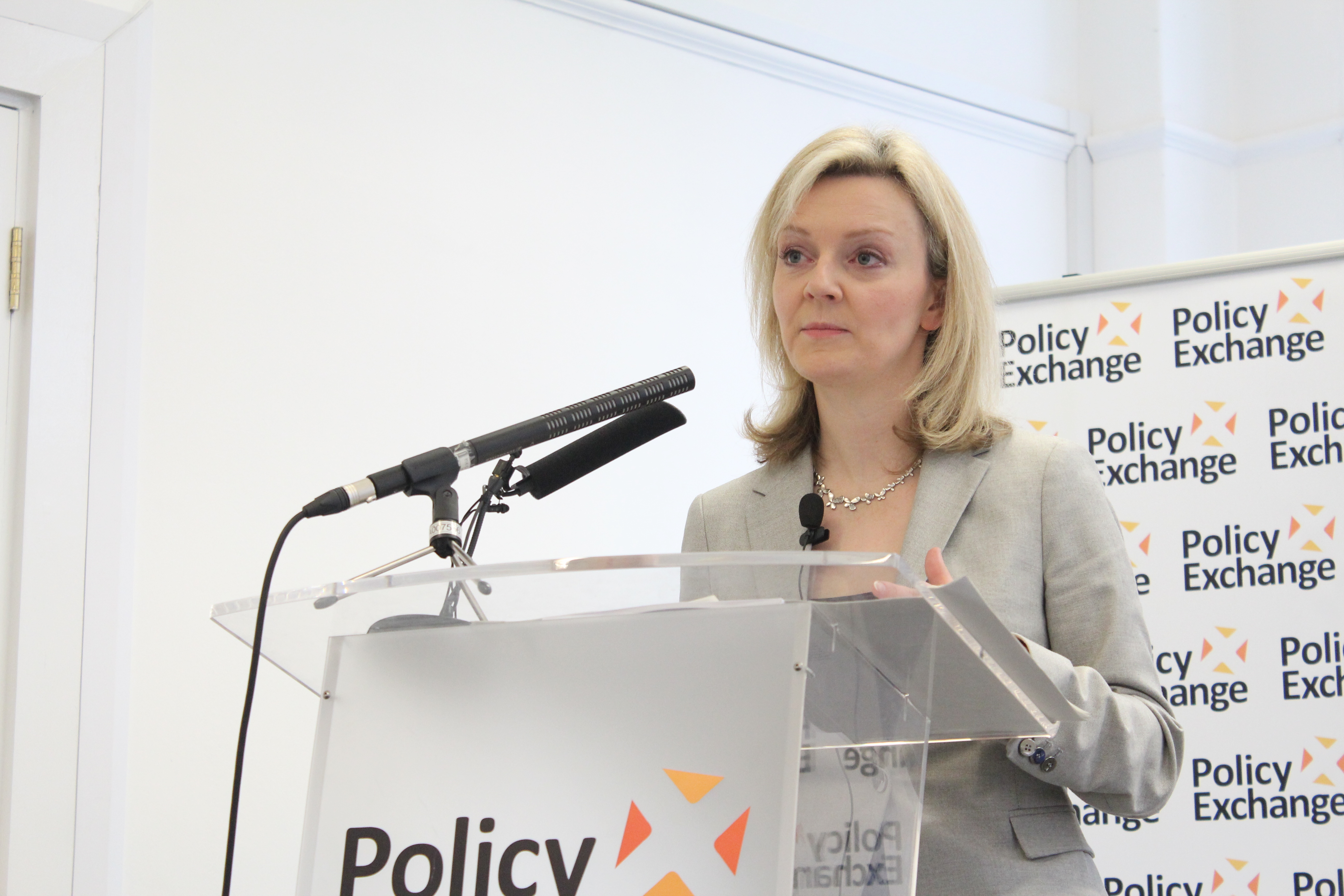
Liz Truss tại think tank, 2013.

Vào ngày 4 tháng 9 năm 2012, Liz Truss được bổ nhiệm làm Nghị viên Bộ Giáo dục, chịu trách nhiệm về chăm sóc trẻ em và giáo dục sớm, đánh giá, cải cách trình độ và chương trình giảng dạy, hành vi và việc học, và xem xét thực phẩm ở trường. Với vai trò này, bà đã phát triển một số chính sách của lĩnh vực mà bà đã theo đuổi với tư cách là nghị viên ngoài chính phủ. Tháng 1 năm 2013, bà đã công bố các đề xuất cải cách giáo dục trình độ A, theo đó tập trung thi vào thời gian cuối các khóa học kéo dài hai năm; tìm cách cải thiện các tiêu chuẩn của Anh trong môn toán vì sợ rằng trẻ em đang tụt hậu so với các nước châu Á; tổ chức một chuyến thăm tìm hiểu thực tế đến các trường học, trung tâm đào tạo giáo viên ở Thượng Hải vào tháng 2 năm 2014 để tham khảo cách mà Trung Quốc áp dụng để giáo dục những học sinh giỏi nhất thế giới về môn toán như thế nào. Liz Truss vạch ra kế hoạch cải tổ dịch vụ chăm sóc trẻ em ở Anh, theo đó sẽ đại tu trình độ chăm sóc trẻ em và tăng số lượng trẻ em tối đa so với người chăm sóc trong một cơ sở chăm sóc, với ý định mở rộng khả năng cung cấp dịch vụ chăm sóc trẻ em cùng với việc tăng lương và trình độ của nhân viên. Những cải cách được đề xuất đã được hoan nghênh rộng rãi bởi các tổ chức như tổ chức từ thiện 4Children, Confederation of British Industry, và Trường Tây Anglia. Tuy nhiên, các đề xuất đã vấp phải sự phản đối của những người khác như Tổng thư ký Công đoàn Thương mại Anh Frances O'Grady và Bộ trưởng Bóng tối Giáo dục lúc đó là Stephen Twigg – những chính trị gia người chỉ trích cải cách, cũng như một số phụ huynh và cơ quan chăm sóc trẻ em như National Day Nurseries Association phản đối. Người phụ trách chuyên mục chính sách, nhà báo Polly Toynbee đã chỉ trích các chính sách của bộ và bà, thách thức bà trình bày cách tự mình chăm sóc hai em bé cùng với bốn đứa trẻ mới biết đi. Liz Truss đã đáp lại thách thức của nhà báo bằng cách nói rằng việc trở thành một nhà giáo dục từ sớm là một công việc rất khó khăn, đòi hỏi kiến thức chuyên môn cao và chuyên sâu mà bà không được đào tạo.

#### Bộ trưởng Môi trường

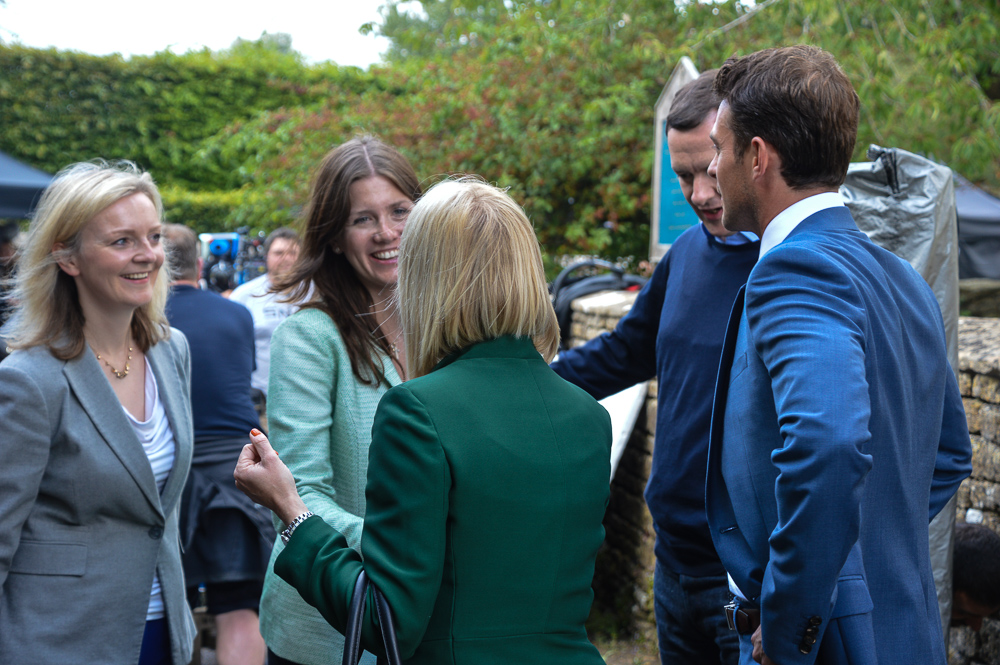
Bộ trưởng Môi trường Liz Truss, Hạ Nghị sĩ Michelle Donelan, và Bộ trưởng Tài chính George Osborne năm 2015.

Ngày 15 tháng 7 năm 2014, Thủ tướng David Cameron cải tổ Nội các, bổ nhiệm Liz Truss làm Bộ trưởng Bộ Môi trường, Thực phẩm và Nông thôn, thay thế Owen Paterson. Trái ngược với người tiền nhiệm của mình, bà tuyên bố rằng hoàn toàn tin tưởng biến đổi khí hậu đang xảy ra, và con người đã góp phần vào điều đó. Tháng 11 năm 2014, Liz Truss đưa ra chiến lược 10 năm cho ong và thụ phấn mới để cố gắng đảo ngược xu hướng giảm quần thể ong, bao gồm chiến lược hồi sinh các đồng cỏ truyền thống, nơi cung cấp môi trường sống màu mỡ nhất cho các loài thụ phấn. Vào tháng 7 năm 2015, bà đã thông qua việc dỡ bỏ tạm thời hạn chế lệnh cấm của EU đối với việc sử dụng hai loại thuốc trừ sâu neonicotinoid, cho phép sử dụng chúng trong 120 ngày trên khoảng 5% cây trồng có dầu ở Anh để xua đuổi bọ chét thân bắp cải; các nhà vận động đã cảnh báo rằng thuốc trừ sâu đã được chứng minh là gây hại cho ong bằng cách làm hỏng khả năng di chuyển về nhà nổi tiếng của chúng.
Về nông nghiệp, Liz Truss cắt giảm trợ cấp của người đóng thuế cho các tấm pin Mặt Trời trên đất nông nghiệp, vì quan điểm của bà là đất có thể được sử dụng tốt hơn để trồng hoa màu, thực phẩm và rau. Bà mô tả nông nghiệp và thực phẩm là "điểm nóng của sự đổi mới" và thúc đẩy sản xuất và xuất khẩu thực phẩm của Anh, bao gồm pho mát, bánh nướng thịt lợn và táo. Tại hội nghị Đảng Bảo thủ 2014, bà phát biểu rằng: "chúng ta nhập khẩu 2/3 pho mát của chính mình: Đó! Là! Sỉ nhục!", và tuyên bố "mở thị trường thịt lợn mới ở Bắc Kinh" đã bị chế giễu rộng rãi.
Về chính sách của Chính phủ, vào tháng 3 năm 2015, bà là một trong hai Bộ trưởng Nội các duy nhất bỏ phiếu chống lại các đề xuất của chính phủ về việc giới thiệu bao bì trơn cho thuốc lá, trong cuộc bỏ phiếu tự do. Về chi tiêu các cơ quan nội các, bà tình nguyện cắt giảm chi tiêu năm 2015, và theo George Monbiot trên tờ The Guardian, những nhà phê bình đã cho rằng:
"...không thể tách rời với một tập hợp các lý thuyết về cách thế giới nên như thế nào, không thấm vào lập luận, sự kiện hoặc kinh nghiệm. Bà là một trong những bộ trưởng đầu tiên đưa bộ của mình vào nhóm cơ quan trong đợt rà soát chi tiêu mới nhất [2015], tình nguyện cắt giảm lớn. Bà dường như quyết tâm phá hủy các biện pháp bảo vệ đảm bảo chất lượng cuộc sống của chúng ta: các quy tắc và cơ quan bảo vệ những địa điểm và động vật hoang dã mà chúng ta yêu thích.

#### Bộ trưởng Tư pháp

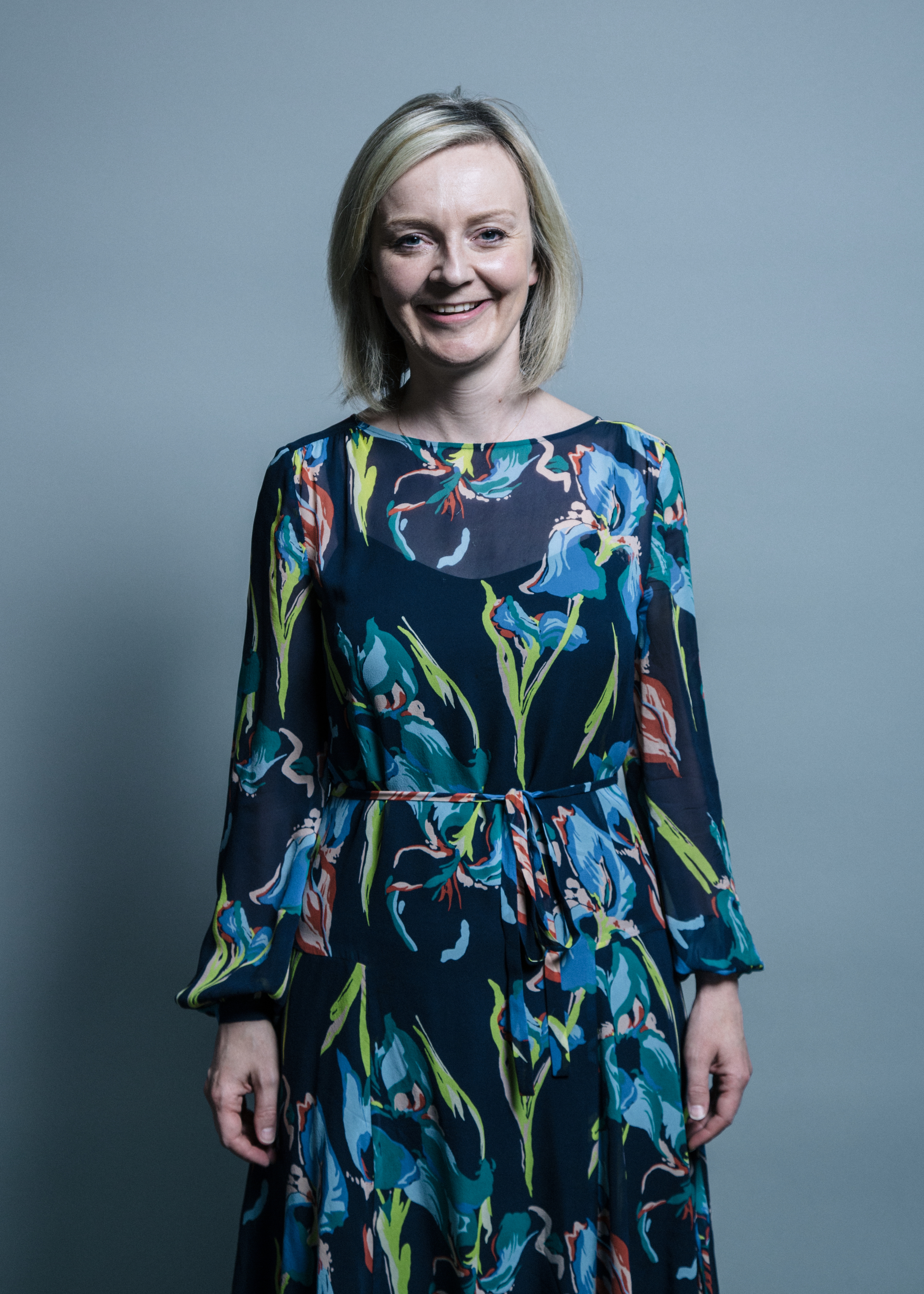
Liz Truss, 2017.

Ngày 14 tháng 7 năm 2016, Liz Truss được bổ nhiệm làm Bộ trưởng Bộ Tư pháp và Đại Chưởng ấn trong Nội các thứ nhất của Thủ tướng Theresa May, trở thành người phụ nữ đầu tiên giữ một trong hai vị trí này, và là nữ Đại Chưởng ấn đầu tiên trong lịch sử ngàn năm của cơ quan này.  Quyết định bổ nhiệm bà đã bị Thứ trưởng Tư pháp lúc bấy giờ là Edward Faulk chỉ trích và đặt câu hỏi rằng liệu bà có đủ năng lực để có thể đứng vững với Thủ tướng khi cần thiết, và bà trả lời rằng Edward Faulk đã không liên lạc với bà trước khi công khai những lời chỉ trích của mình, và cô cũng chưa bao giờ gặp hay nói chuyện với nhau. Đến tháng 11 năm này, bà đã bị chỉ trích nhiều hơn, bao gồm cả cựu Tổng Chưởng lý Dominic Grieve và Hiệp hội Luật sư Hình sự, vì đã không hỗ trợ mạnh mẽ hơn cho các cơ quan tư pháp và nguyên tắc tư pháp độc lập, nhất là trong vụ việc ba thẩm phán của Tòa án phân chia (Division Court) bị các chính trị gia và báo chí phản đối về việc ban hành phán quyết chống lại Chính phủ Anh Quốc ở Điều 50 [Hiệp ước EU] trong vụ Brexit. Cựu Đại Chưởng ấn Lord Falconer nhận định rằng bà giống như những người tiền nhiệm Chris Grayling và Michael Gove, thiếu kiến thức chuyên môn pháp lý cần thiết mà hiến pháp yêu cầu, đã kêu gọi sa thải bà khỏi vị trí Bộ trưởng Tư pháp, cho rằng các thẩm phán đã mất người bảo vệ hiến pháp của mình.
Liz Truss phủ nhận bà đã thất bại trong việc bảo vệ các thẩm phán, "một cơ quan tư pháp độc lập là nền tảng của pháp quyền, quan trọng đối với hiến pháp và các quyền tự do của chúng ta", bà viết, "nhiệm vụ của tôi với tư cách Đại Chưởng ấn là phải bảo vệ nền độc lập đó. Tôi đã thề làm như vậy theo lời tuyên thệ nhậm chức của mình. Tôi rất coi trọng điều đó và tôi sẽ luôn làm như vậy." Bà cũng nói rằng cơ quan tư pháp độc lập đủ mạnh để chống lại sự tấn công của báo chí như The Daily Telegraph và Daily Mail. Tuy nhiên, vào tháng 3 năm 2017, Chánh án Tối cao John Thomas nói với ủy ban lựa chọn hiến pháp của Thượng Nghị viện rằng Liz Truss "hoàn toàn sai lầm" khi nói rằng bà không thể chỉ trích các phương tiện truyền thông:
Tôi có thể hiểu những áp lực đã xảy ra như thế nào vào tháng 11 [sự chỉ trích hướng tới Liz Truss], nhưng bà ấy đã vướng phải một quan điểm là hoàn toàn sai về mặt hiến pháp – khiến các thẩm phán rất lo ngại. Họ đã viết thư cho Đại Chưởng ấn vì đích thân các đương sự đến và nói rằng [họ là] "kẻ thù của nhân dân" – tôi không nghĩ rằng người ta lại không hiểu được chúng tôi [các thẩm phán] được bảo vệ tuyệt đối như thế nào vì chúng tôi phải làm như những gì đã thề mà không sợ hãi hoặc ưu ái.

#### Bộ Tài chính

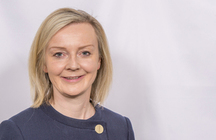
Liz Truss năm 2017, trong giai đoạn công tác ở Bộ Tài chính.

Vào ngày 11 tháng 6 năm 2017, sau tổng tuyển cử 2017, Liz Truss được chuyển sang vị trí Tổng thư ký Bộ Tài chính, tham gia nội các nhưng không phải là thành viên cấp bộ trưởng như cũ, tức cấp bậc thấp hơn. Giai đoạn này, bà phát triển hoạt động và sử dụng Twitter, Instagram, tham gia chặt chẽ vào việc khởi động nhóm vận động thị trường tự do. Tờ The Times mô tả đây là một cách tiếp cận không chính thống đã thu hút được người hâm mộ của bà. Vào tháng 6 năm 2018, bà đã có một bài phát biểu tại Trường Kinh tế Luân Đôn, phác thảo cam kết đã tuyên bố đối với tự do nói chung và tự do dân sự. Bà chỉ trích các quy định cản trở cuộc sống của người dân và cảnh báo rằng việc tăng thuế có thể khiến Đảng Bảo thủ bị "đè bẹp" trong cuộc tuyển cứ; chỉ trích các đồng nghiệp cấp cao rằng, những người mà theo quan điểm của bà, phải nhận ra rằng "chỉ đòi hỏi nhiều tiền hơn không phải là trượng phu. Việc đòi hỏi giá trị tốt hơn và đối đầu khối lợi ích xung đột trong cơ quan của họ còn khó hơn nhiều". Bài phát biểu của bà cũng có những câu nói đùa gây thiệt thòi cho các đồng sự khác, bao gồm cả Michael Gove. Có báo cáo cho rằng bà bị Thủ tướng Theresa May khiển trách vì điều này, mặc dù Liz Truss và Michael Gove đều khẳng định rằng họ là bạn tốt của nhau. Vào tháng 9 năm 2018, trong chuyến thăm ba ngày tới Washington, D.C., Liz Truss đã gặp một loạt các tổ chức tư vấn cánh hữu của Mỹ để thảo luận về việc bãi bỏ quy định và những lợi ích của thuyết kinh tế Reagan. Cuối năm 2019, bà tuyên bố có thể là ứng cử viên cho vai trò lãnh đạo của Đảng Bảo thủ kế nhiệm Theresa May, tuy nhiên, cuối cùng bà đã rút và tán thành với Boris Johnson.

#### Bộ trưởng Thương mại quốc tế
Sau khi Boris Johnson trở thành Thủ tướng, Liz Truss đã được đề bạt để đổi lấy sự ủng hộ của bà trong chiến dịch lãnh đạo của ông, trong đó bà đã tư vấn cho Thủ tướng về chính sách kinh tế và là kiến trúc sư của kế hoạch cắt giảm thuế cho những người thu nhập trên 50.000 bảng Anh, và bà được bổ nhiệm làm Bộ trưởng Bộ Thương mại quốc tế kiêm Chủ tịch Hội đồng Thương mại Anh, kế nhiệm Liam Fox. Cuối năm này, sau khi Amber Rudd từ chức, Liz Truss được bổ nhiệm kiêm nhiệm làm Bộ trưởng Phụ nữ và Bình đẳng. Hai lần vào tháng 9 năm 2019, Liz Truss nói rằng Bộ Thương mại quốc tế đã "vô tình" cho phép vận chuyển quân nhu cho Ả Rập Xê Út trái với lệnh của Tòa Phúc thẩm Anh và Wales, cơ quan phát hiện rằng Anh bán vũ khí cho Ả Rập Xê Út để sử dụng trong can thiệp của Ả Rập Xê Út ở Yemen là bất hợp pháp. Trong khi bà xin lỗi Hạ Nghị viện về kiểm soát xuất khẩu vũ khí, các nghị sĩ đối lập cho rằng lời xin lỗi của bà là không đủ và kêu gọi bà từ chức vì vi phạm luật.

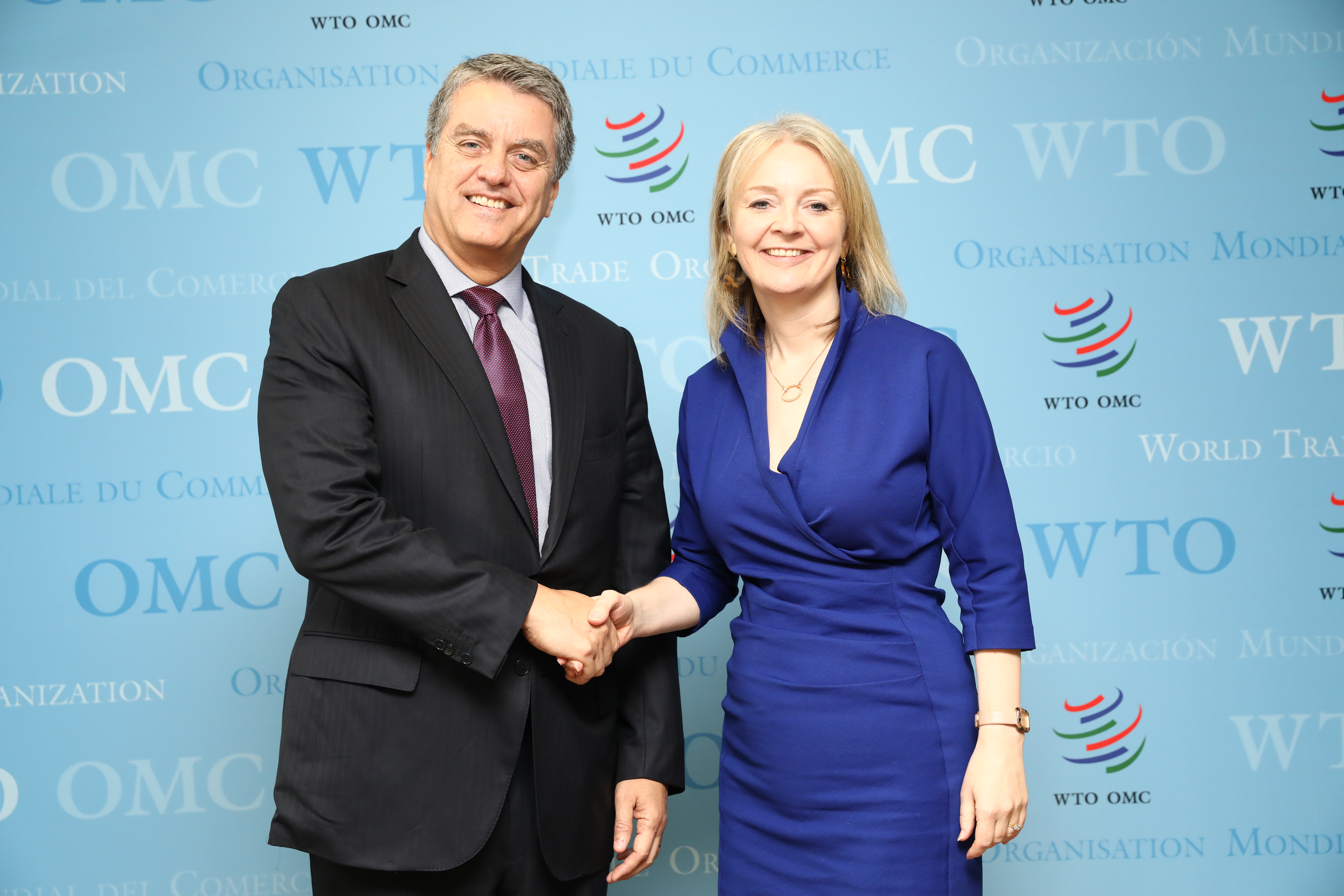
Liz Truss tại Diễn đàn WTO, 2019.

Vào ngày 19 tháng 3 năm 2020, Liz Truss đã giới thiệu với Quốc hội Luật Thương mại 2021, trong đó đã thiết lập khuôn khổ pháp lý cho Vương quốc Anh để thực hiện các giao dịch thương mại với các quốc gia trên thế giới. Tới ngày 7 tháng 7 năm 2020, bà tuyên bố dỡ bỏ lệnh cấm xuất khẩu vũ khí và thiết bị quân sự kéo dài một năm cho Ả Rập Xê Út, nói rằng: "không có nguy cơ rõ ràng rằng việc xuất khẩu vũ khí và thiết bị quân sự sang Ả Rập Xê Út có thể được sử dụng để vi phạm nghiêm trọng luật nhân đạo quốc tế". Tháng 8 cùng năm, các cuộc họp của bà tổ chức với Viện Kinh tế đã bị xóa khỏi hồ sơ công khai, làm dấy lên lo ngại về tính liêm chính, minh bạch và trung thực trong công sở. Bà tuyên bố các cuộc họp là "các cuộc thảo luận cá nhân". Thời kỳ này, bà đã tiến hành các cuộc đàm phán cho một hiệp định thương mại tự do hậu Brexit giữa Anh và Nhật Bản, tổ chức các cuộc gặp với Bộ trưởng Bộ Ngoại giao Nhật Bản Motegi Toshimitsu trước khi một vấn đề liên quan đến pho mát stilton khiến cuộc đàm phán bị đình trệ. Một thỏa thuận giữa hai nước đã được ký kết vào tháng 9 năm 2020, và bà cho biết sẽ dẫn đến 99% hàng hóa xuất khẩu sang Nhật Bản được miễn thuế. Đây là thỏa thuận thương mại lớn đầu tiên mà Vương quốc Anh ký kết kể từ khi rời Liên minh châu Âu, và được bà ca ngợi là khoảnh khắc lịch sử mặc dù thực tế nó hầu như chỉ sao chép thỏa thuận thương mại hiện có mà EU đã đồng ý với Nhật Bản. Tháng 12 năm 2020, Liz Truss đã có một bài phát biểu về chính sách bình đẳng nói rằng Vương quốc Anh tập trung quá nhiều vào các vấn đề chủng tộc, tình dục và giới tính "thời thượng" với cái giá là nghèo đói và bất bình đẳng theo không gian, chỉ trích triết học hậu hiện đại và Michel Foucault. Trong bài phát biểu, bà tuyên bố rằng ở Anh, chính phủ và dịch vụ dân sự sẽ không còn sử dụng đào tạo thiên kiến vô ý thức nữa.

#### Ngoại trưởng

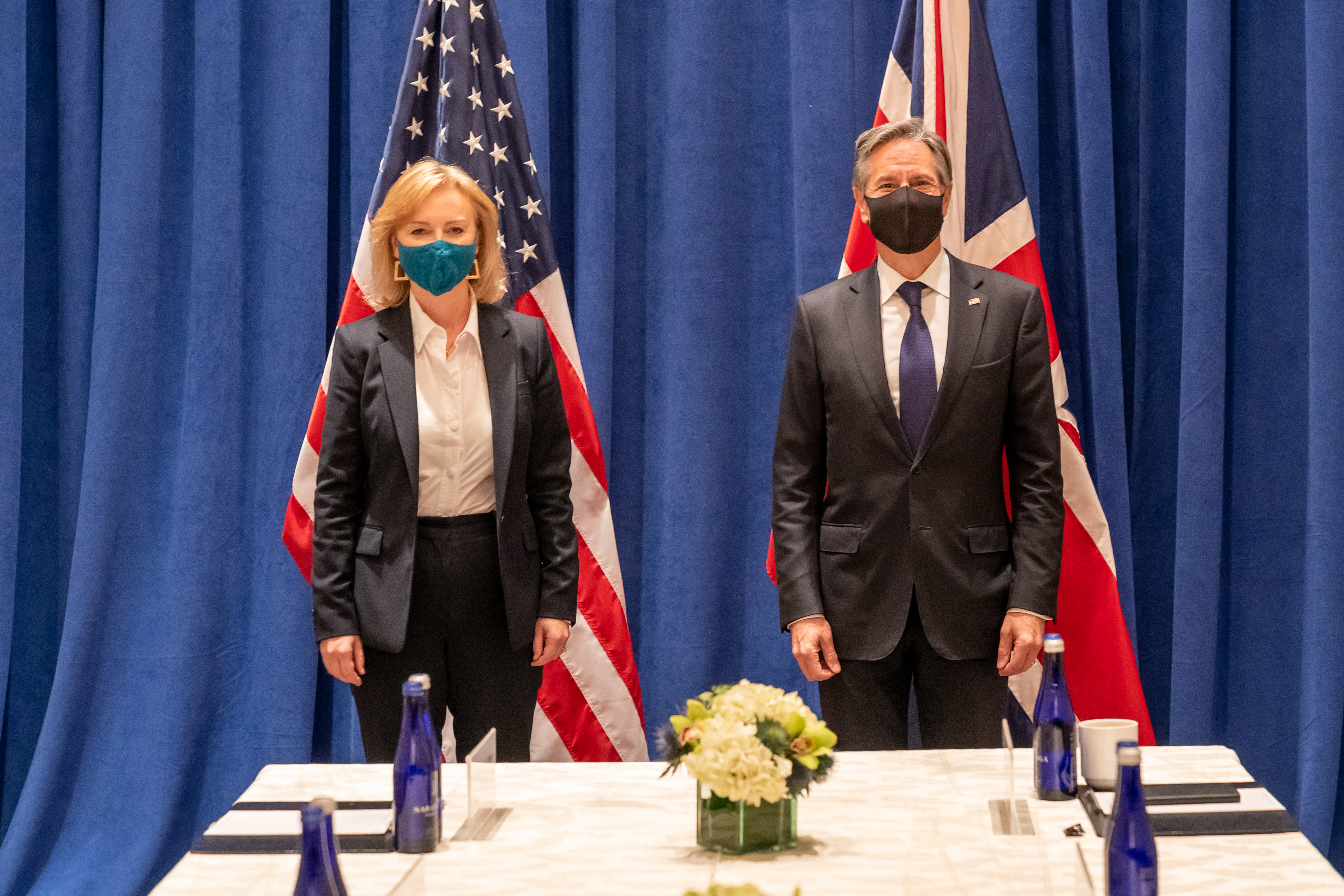
Liz Truss gặp Ngoại trưởng Mỹ Tony Blinken, 2021.

Ngày 15 tháng 9 năm 2021, Thủ tướng Boris Johnson cải tổ nội các, bổ nhiệm cho Liz Truss làm Ngoại trưởng Anh, thay thế Dominic Raab. Bà là nữ nghị sĩ thứ hai từng giữ chức vụ này, sau Margaret Beckett, và là nữ Ngoại trưởng đầu tiên của Đảng Bảo thủ. Vào tháng 10 năm 2021, bà và Phó Thủ tướng Dominic Raab được Boris Johnson thông báo rằng họ phải chia sẻ quyền sử dụng khu Chevening, một biệt thự công 115 phòng, sau khi họ không thống nhất được ai sẽ được sử dụng duy nhất biệt thự đó. Vào tháng 1 năm 2022, cựu Thủ tướng Úc Paul Keating, người phục vụ trong hội đồng quốc tế của Ngân hàng Phát triển Trung Quốc, cáo buộc rằng Liz Truss đã đưa ra những bình luận "loạn trí" về sự xâm lược của quân đội Trung Quốc ở Thái Bình Dương.

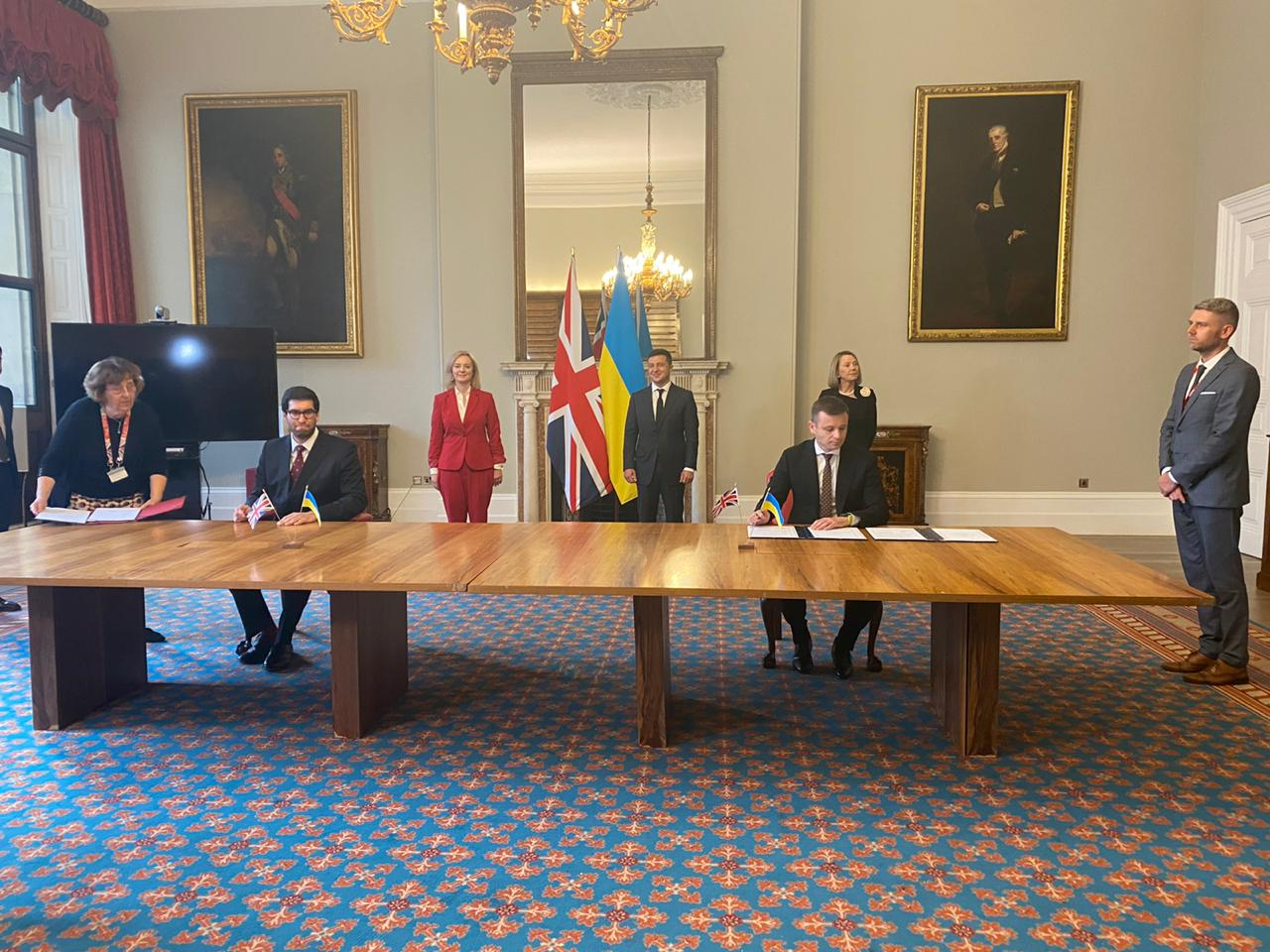
Liz Truss gặp và ký thỏa ước với Tổng thống Ukraina Volodymyr Zelensky, 2020.

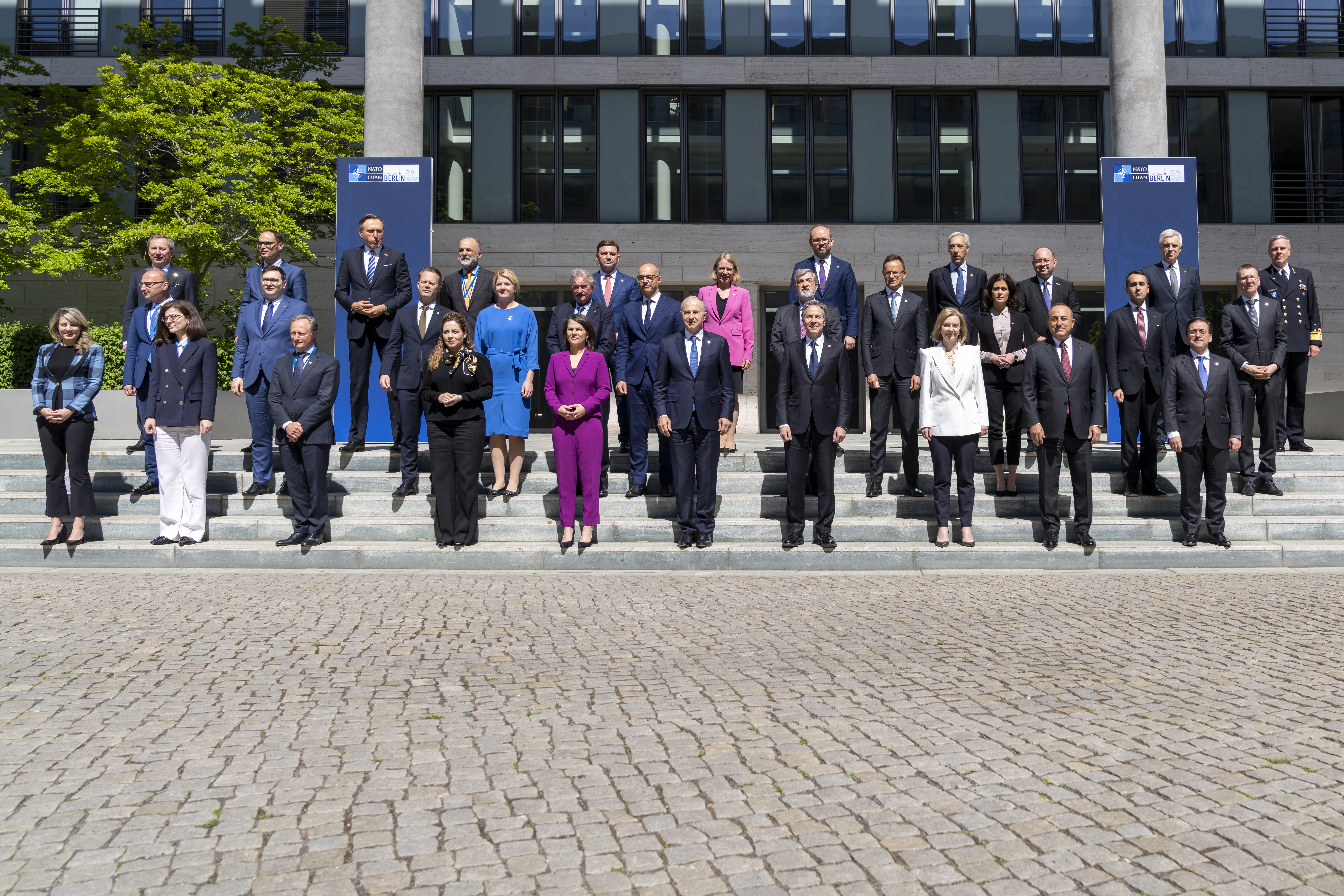
Hội nghị Bộ trưởng Ngoại giao NATO, 2022.

Về châu Âu, tại Hội nghị thượng đỉnh về biến đổi khí hậu của Liên Hợp Quốc năm 2021 ở Glasgow, bà phát biểu rằng Pháp đã hành động không thể chấp nhận được trong cuộc tranh chấp đánh bắt cá ở Jersey. Với Nga, bà kêu gọi Nga can thiệp vào Khủng hoảng biên giới Belarus–Liên minh châu Âu 2021, gặp Ngoại trưởng Sergey Viktorovich Lavrov tại Stockholm, thúc giục Nga tìm kiếm hòa bình ở Ukraina. Bà được bổ nhiệm vào tháng 12 năm 2021 làm trưởng đoàn đàm phán của chính phủ với EU, sau khi Lord Frost từ chức. Vào ngày 30 tháng 1 năm 2022, bà nói với chương trình Buổi sáng Chủ nhật của BBC rằng "chúng tôi đang cung cấp và hỗ trợ thêm cho các đồng minh Baltic trên Biển Đen, cũng như cung cấp vũ khí phòng thủ cho Ukraina." Lời này của bà bị chế giễu, vì các quốc gia Baltic nằm trên hoặc gần Biển Baltic chứ không phải Biển Đen, cách Baltic 700 dặm. Chuyến đi dự kiến của bà đến Ukraina đã bị hủy bỏ sau khi bà có kết quả dương tính với COVID-19 vào ngày 31 tháng 1 năm 2022. Vào ngày 10 tháng 2 năm 2022, Liz Truss tiếp tục gặp người Ngoại trưởng Nga Sergey Viktorovich Lavrov. Trong bối cảnh Khủng hoảng Nga–Ukraina 2021–2022 về việc xây dựng quân đội Nga gần cuộc đàm phán biên giới Nga – Ukraina giữa hai ngoại trưởng được cho là "khó khăn". Ngoại trưởng Lavrov mô tả cuộc thảo luận "diễn ra giống như cuộc trò chuyện của một người câm và một người điếc". Ông bác bỏ "yêu cầu loại bỏ quân đội Nga khỏi lãnh thổ Nga" là "đáng tiếc" và hỏi Liz Truss liệu bà có công nhận chủ quyền của Nga đối với các khu vực Voronezh và Rostov, hai tỉnh của Nga nơi quân đội Nga được triển khai hay không. Bà đã nhầm tưởng Lavrov đang đề cập đến các khu vực của Ukraina và trả lời rằng "Vương quốc Anh sẽ không bao giờ công nhận chủ quyền của Nga đối với các khu vực này." Cuối ngày hôm đó, Bộ Ngoại giao đã chuẩn bị luật cho phép áp dụng các biện pháp trừng phạt nhiều hơn đối với các tổ chức và cá nhân Nga. Vào ngày 21 tháng 2 năm 2022, bà lên án việc Nga công nhận ngoại giao đối với hai nước cộng hòa ly khai tự xưng ở Donbas, cũng tuyên bố rằng chính phủ Anh sẽ công bố một lệnh trừng phạt mới chống lại Nga. Vào ngày 27 tháng 2 năm 2022, trong một cuộc phỏng vấn trên kênh truyền hình BBC, bà được hỏi liệu có ủng hộ bất kỳ ai tình nguyện đến Ukraina để giúp đỡ trong việc phòng thủ chống lại sự cuộc tấn công của Nga vào Ukraina 2022 hay không, và trả lời là "chắc chắn". Sau đó, bà đã bị chỉ trích bởi các nghị sĩ Đảng Bảo thủ khác, những người nói rằng hành động như vậy là bất hợp pháp theo Đạo luật Nhập ngũ nước ngoài 1870. Người phát ngôn của Boris Johnson tuyên bố rằng công dân Anh không nên đến Ukraina. Sau khi quân đội Nga được đặt trong tình trạng báo động cao vào ngày 27 tháng 2, các quan chức Nga cho biết họ đã đáp lại những bình luận của Liz Truss. Bà nói rằng cần phải "làm việc với tất cả các đồng minh của chúng tôi trên khắp thế giới" bao gồm cả Ả Rập Xê Út để Vương quốc Anh không còn phụ thuộc vào Nga về dầu và khí đốt tự nhiên. Vào ngày 27 tháng 4, bà cho biết các đồng minh phương Tây, bao gồm cả Anh, phải "cương quyết thêm" và tiếp tục tiến xa hơn và nhanh hơn để đẩy Nga ra khỏi toàn bộ Ukraina, bao gồm cả Bán đảo Krym.
Với Tây Á, Vào tháng 11 năm 2021, bà và người đồng cấp Israel Yair Lapid đã công bố một thỏa thuận mới kéo dài một thập kỷ nhằm ngăn chặn Iran phát triển vũ khí hạt nhân. Sau đó, bà đã có bài phát biểu quan trọng về chính sách đối ngoại tại Chatham House, mong muốn có một mối quan hệ thương mại và đầu tư chặt chẽ hơn với Hội đồng Hợp tác Vùng Vịnh bao gồm Ả Rập Xê Út và Qatar. Một nhóm các Nghị sĩ Quốc hội Anh kêu gọi bà can thiệp và ngăn chặn Ả Rập Xê Út kết án tử hình học giả Hassan al-Maliki vì thực hiện các cuộc phỏng vấn với các hãng tin phương Tây và sở hữu những cuốn sách không được phép của vương quốc Ả Rập Xê Út. Vào tháng 2 năm 2022, bà được một nhóm nghị sĩ liên đảng yêu cầu xử phạt Giám đốc Tòa Luật lệ Dubai, Mohammed Al Shaibani, nêu trường hợp của hai doanh nhân người Anh, Ryan Cornelius và đối tác kinh doanh Charles Ridley bị giam trong nhà tù ở Dubai là nạn nhân của nhà nước UAE. Trên thực tế Ryan Cornelius và Charles Ridley đều bị buộc tội gian lận liên quan đến khoản vay kinh doanh 500 triệu USD lấy từ Ngân hàng Hồi giáo Dubai (DIB).

### Bầu cử Đảng Bảo thủ 2022

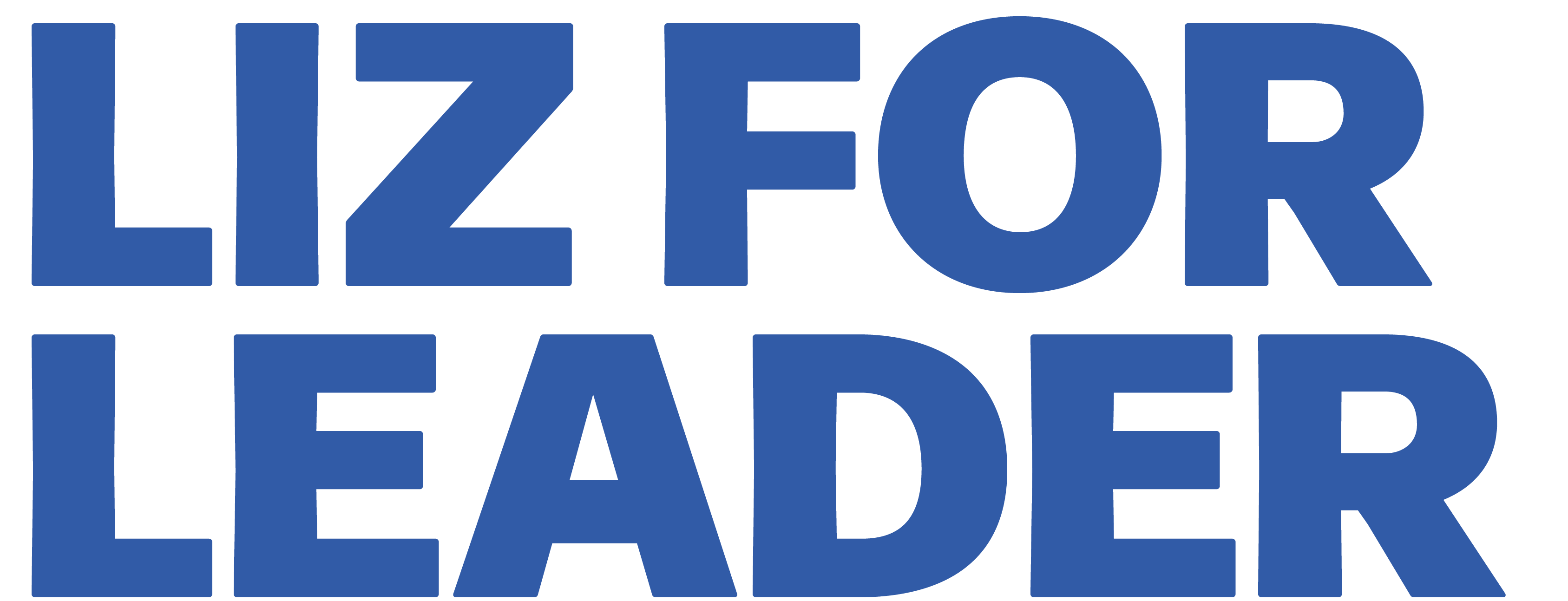
Biểu trưng cho chiến dịch bầu cử Đảng Bảo thủ của Liz Truss.

Vào ngày 10 tháng 7 năm 2022, Liz Truss tuyên bố ý định tranh cử trong cuộc bầu cử lãnh đạo Đảng Bảo thủ. Bà cam kết cắt giảm thuế vào ngày đầu tiên và nói rằng sẽ "chiến đấu [trong] cuộc bầu cử với tư cách là một người Bảo thủ và điều hành [đất nước] với tư cách là người Bảo thủ", thêm vào đó bà cũng sẽ thực hiện "hành động ngay lập tức để giúp mọi người đối phó với khó khăn trong chi phí sinh hoạt." Bà cho biết sẽ hủy bỏ kế hoạch tăng thuế doanh nghiệp và đảo ngược việc tăng phí bảo hiểm quốc gia gần đây, được tài trợ bằng cách trì hoãn ngày dự kiến giảm nợ quốc gia, như một phần của "kế hoạch dài hạn nhằm giảm quy mô của nhà nước và gánh nặng thuế". Đội ngũ của bà cho biết những ảnh hưởng chính của bà là Margaret Thatcher, Ronald Reagan và cựu Bộ trưởng Tài chính Nigel Lawson. Ngày 11 tháng 7, chiến dịch bầu cử của bà được ủng hộ bởi các nghị sĩ "rời EU" (Brexiteer) nổi tiếng Jacob Rees-Mogg và Nadine Dorries, những người tuyên bố bà là một Brexiteer lớn hơn hơn cả hai người trong số họ. Từ 13–20 tháng 7, năm vòng bỏ phiếu cho 8 ứng viên của các Đảng viên Đảng Bảo thủ là Nghị sĩ Quốc hội Anh diễn ra, Liz Truss chưa lần nào dẫn đầu và vị trí này luôn thuộc về Rishi Sunak, tuy vậy, bà đã đứng vững rồi đánh bại 6 ứng viên khác để tiến tới cuộc bầu cử cuối cùng bởi các đảng viên với đối thủ Rishi Sunak. Ngày 5 tháng 9, kết quả tranh cử được công bố và bà đánh bại Rishi Sunak với số phiếu 81.326 so với 60.399, trở thành Lãnh đạo Đảng Bảo thủ Anh.

## Thủ tướng Anh

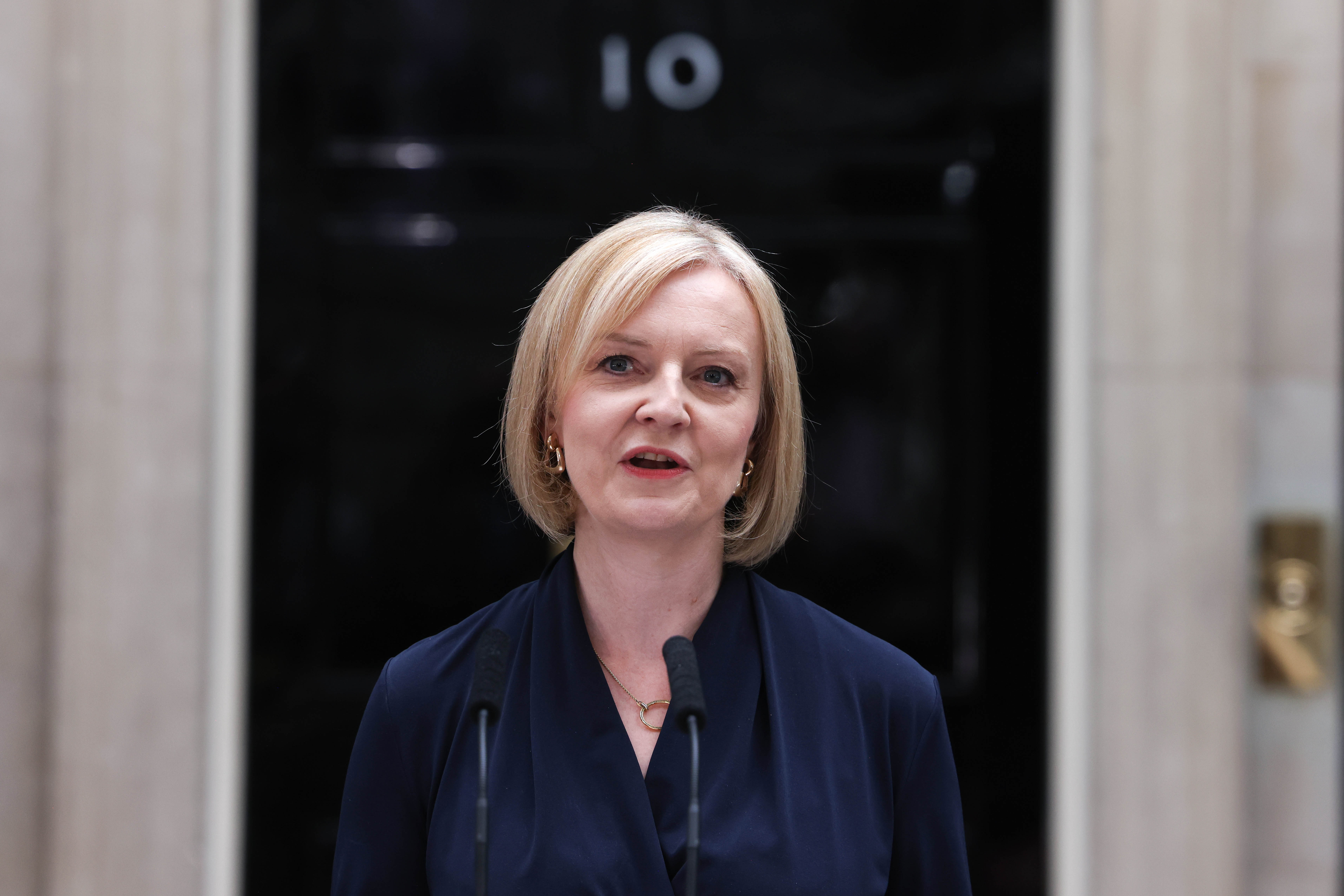
Liz Truss tới số 10 phố Downing sau khi được bổ nhiệm làm Thủ tướng.

### Nhiệm kỳ
Sau khi giành chiến thắng trong cuộc Bầu cử Đảng Bảo thủ Anh năm 2022, Liz Truss trở thành Lãnh đạo Đảng Bảo thủ, đảng phái chính trị chiếm vị trí đa số ở Hạ Nghị viện, quyền lực nhất Anh Quốc, bà được đề nghị thành lập nội các vào ngày 6 tháng 9 năm 2022. Cùng ngày, Liz Truss và Boris Johnson tới lâu đài Balmoral ở Aberdeenshire, Scotland để diện kiến Nữ vương Anh Elizabeth II, Boris Johnson nộp đơn từ chức và được chấp thuận, Liz Truss được bổ nhiệm làm Thủ tướng Vương quốc Liên hiệp Anh và Bắc Ireland. Bà trở thành người phụ nữ thứ ba giữ cương vị này sau Margaret Thatcher và Theresa May, là vị thủ tướng thứ 15 trong triều đại của Elizabeth II, và là thủ tướng đầu tiên được bổ nhiệm không phải ở cung điện Buckingham, bởi Nữ vương Elizabeth II quyết định không trở lại thủ đô sau kỳ nghỉ hè hàng năm. Cùng ngày, bà miễn nhiệm các chức vụ là Bộ trưởng Bộ Ngoại giao, Bộ trưởng Phụ nữ và Bình đẳng, quyết định thành lập Nội các Truss với 31 thành viên, trong đó có Phó Thủ tướng kiêm Bộ trưởng Sức khỏe và Chăm sóc xã hội Thérèse Coffey. Ngày 8 tháng 9, Nữ vương Elizabeth II qua đời, Liz Truss là thủ tướng cuối cùng trong triều đại này, sau các thủ tướng Winston Churchill, Anthony Eden, Harold Macmillan, Alec Douglas-Home, Harold Wilson, Edward Heath, James Callaghan, Margaret Thatcher, John Major, Tony Blair, Gordon Brown, David Cameron, Theresa May và Boris Johnson. Bà cũng tham gia Hội đồng Lên ngôi được triệu tập để đưa ra tuyên bố chính thức rằng Thái tử Charles kế vị trở thành Vua Charles III của nước Anh.

### Từ chức

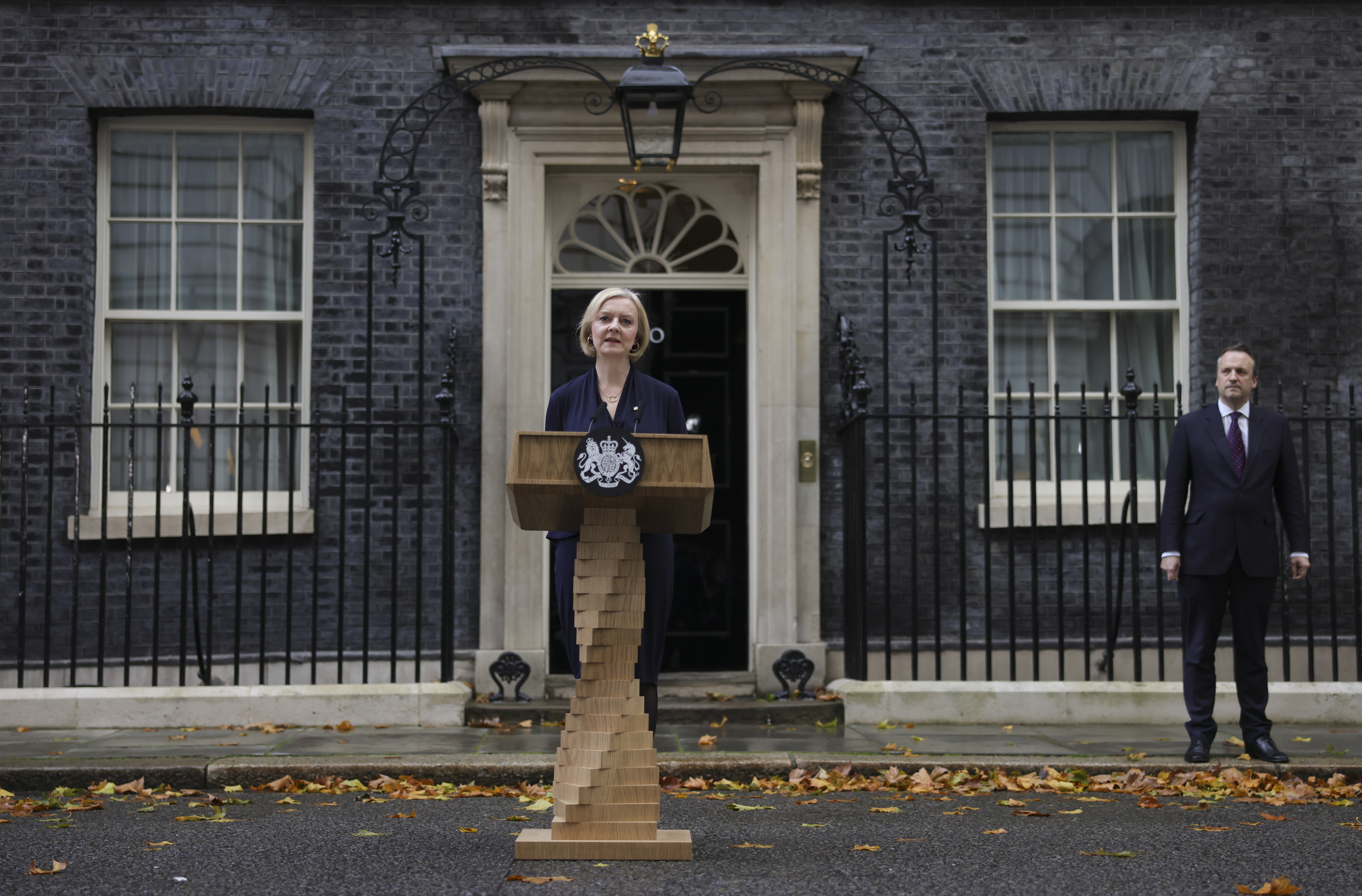
Liz Truss tuyên bố ý định từ chức vào này 20 tháng 10 năm 2022.

Ngày 20 tháng 10 năm 2022, sau 44 ngày nắm quyền, Liz Truss tuyên bố từ chức, trở thành thủ tướng tại vị ngắn nhất trong lịch sử Anh. Bà tuyên bố từ chức Lãnh đạo Đảng Bảo thủ và ý định từ chức Thủ tướng Vương quốc Anh. Việc từ chức thủ tướng của bà có hiệu lực sau khi được Charles III chấp thuận. Cuộc bầu cử Đảng Bảo thủ Anh tháng 10 năm 2022 đã được khởi động để bầu Lãnh đạo Đảng Bảo thủ kế nhiệm và cũng sẽ là Thủ tướng Anh kế nhiệm của bà. Nhiệm kỳ ngắn ngủi của bà đã trở thành mục tiêu để nhiều người chế nhạo, bao gồm một video phát trực tiếp quay một cây rau xà lách để so sánh thời hạn sử dụng của nó với nhiệm kỳ còn lại của bà.

## Quan điểm chính trị

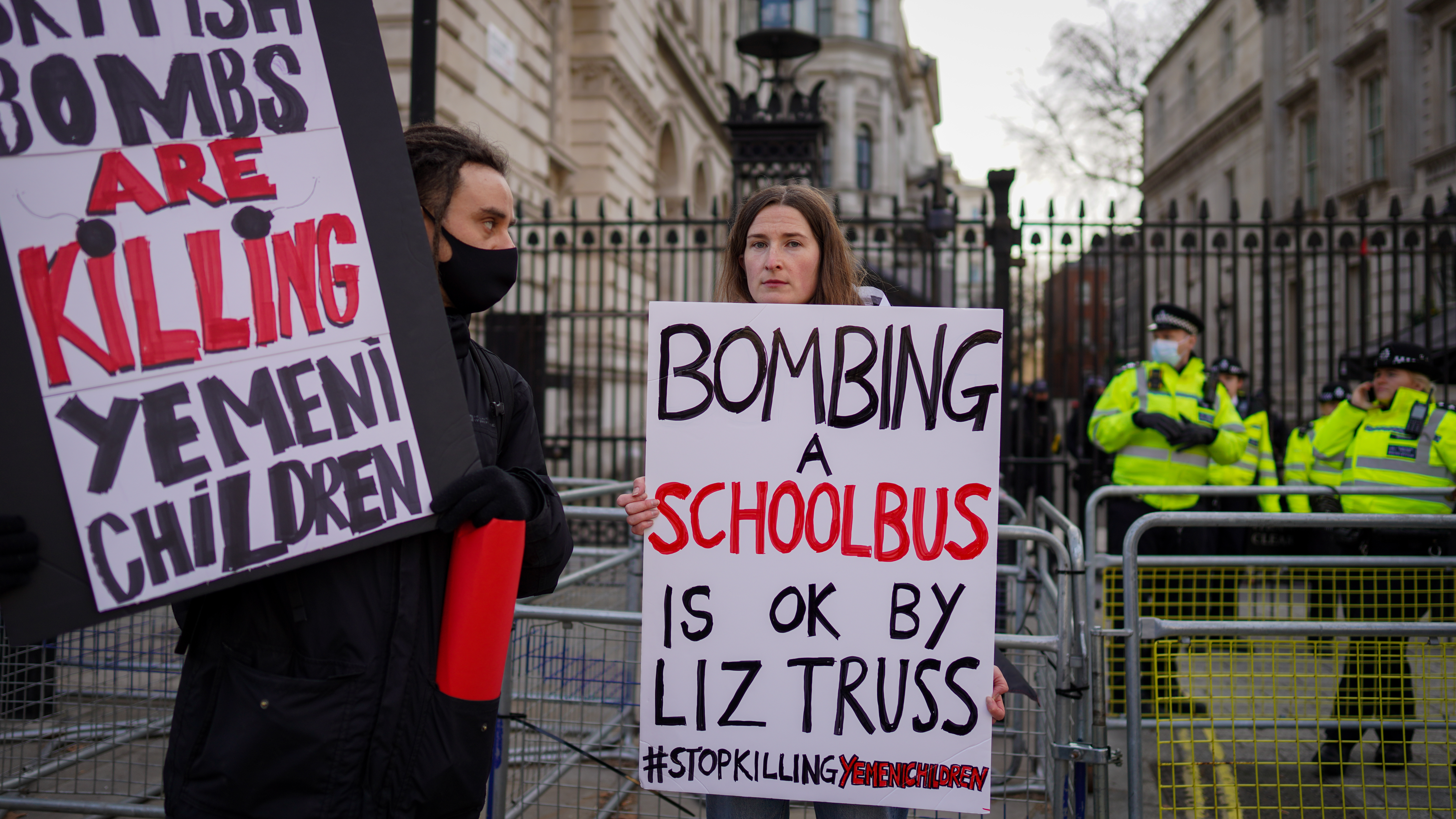
Những người phản đối vấn đề của Liz Truss về vũ khí xuất khẩu sang Ả Rập Xê Út ảnh hưởng tới Yemen.

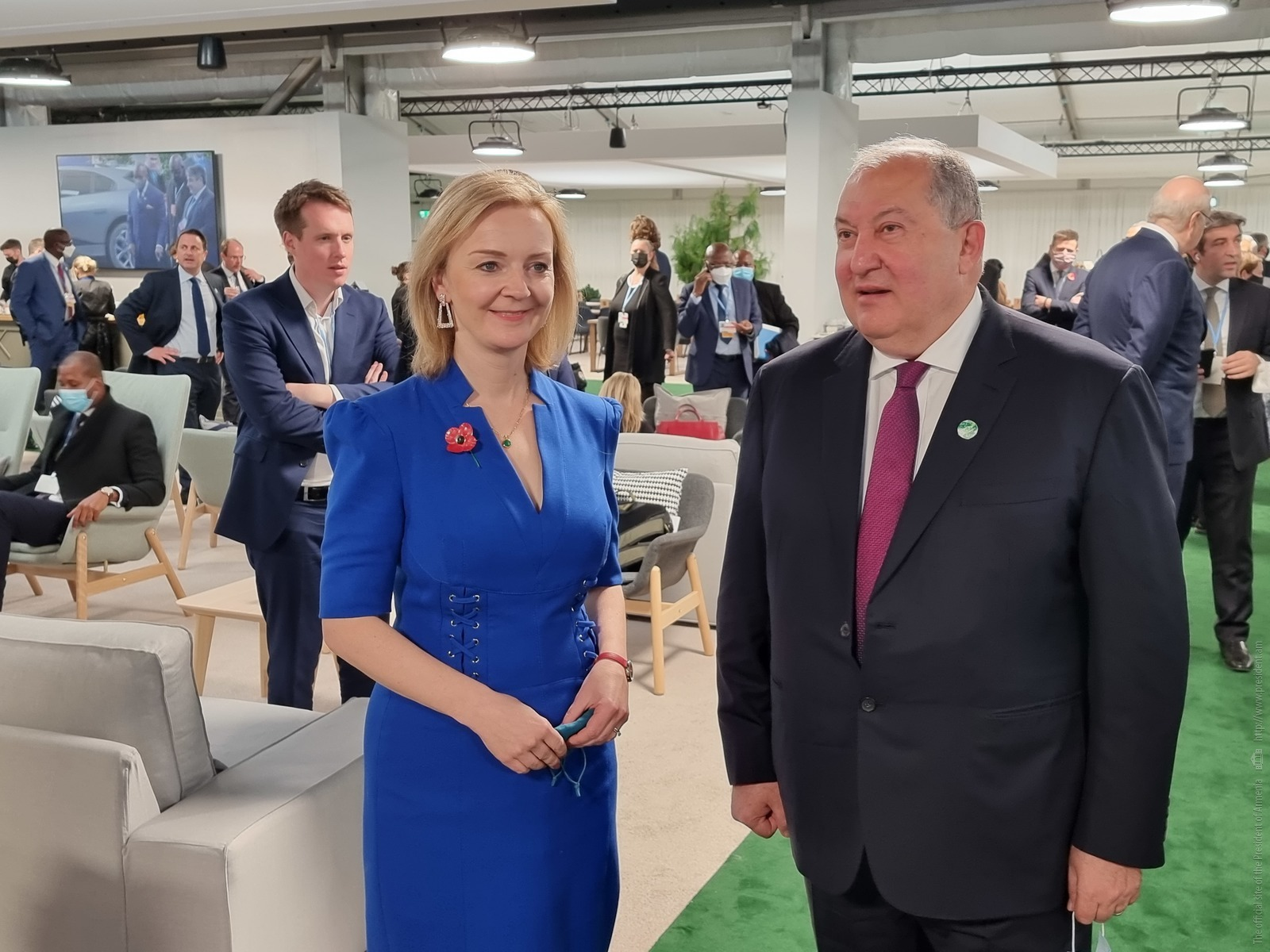
Liz Truss và Tổng thống Armenia Armen Sarkissian tại Hội nghị thượng đỉnh về biến đổi khí hậu của Liên Hợp Quốc năm 2021.

Liz Truss được biết đến với quan điểm chủ nghĩa tự do cá nhân về kinh tế và thương mại. Bà thành lập Nhóm Doanh nghiệp Tự do của các nghị sĩ Bảo thủ, một tập hợp các nghị sĩ theo thị trường tự do tranh luận vì một nền kinh tế kinh doanh hơn và ít luật lao động hơn. Ban đầu, bà ủng hộ Anh ở lại Liên minh châu Âu trong cuộc trưng cầu dân ý năm 2016, nói rằng: "Tôi không muốn các con gái của mình lớn lên trong một thế giới mà chúng cần có thị thực hoặc giấy phép để làm việc ở châu Âu, hoặc nơi chúng bị cản trở khó khăn việc phát triển doanh nghiệp vì chi phí cuộc gọi không cân đối và các rào cản đối với thương mại. Bố mẹ nào cũng muốn con mình lớn lên trong một môi trường khỏe mạnh với nguồn nước sạch, không khí trong lành và những kỳ quan thiên nhiên phát triển mạnh mẽ. Là một phần của EU giúp bảo vệ các nguồn tài nguyên và không gian quý giá này". Tuy nhiên, vào năm 2017, bà nói rằng nếu một cuộc trưng cầu dân ý khác được tổ chức, và sẽ bỏ phiếu cho Brexit, nói: "Tôi tin rằng sẽ có những vấn đề kinh tế lớn nhưng những vấn đề đó đã không xảy ra và tôi cũng đã nhìn thấy cơ hội." Bà gọi Ả Rập Xê Út là đối tác và đồng minh. Về văn hóa, bà đã thảo luận đáng kể về "văn hóa Woke", tuyên bố rằng Đảng Bảo thủ nên: "từ chối trò chơi tổng bằng không của chính trị căn tính, chúng tôi bác bỏ chủ nghĩa phi tự do của văn hóa hủy bỏ, và chúng tôi bác bỏ sự cố chấp mềm yếu của những kỳ vọng thấp đã khiến rất nhiều người không tiến thân được". Bà cũng gợi ý rằng Anh không nên bỏ qua lịch sử của Đế quốc Anh nhưng nên nắm lấy những "mụn cóc" và tất cả lịch sử nếu muốn cạnh tranh với các quốc gia thù địch.

## Đời tư

### Hôn nhân và gia đình
Năm 2000, Liz Truss kết hôn với Hugh O'Leary, kế toán viên cùng tuổi. Vợ chồng có hai con gái là Frances (2007) và Liberty (2010).

### Tôn giáo
Vào năm 2022, bà đã phát biểu rằng: "Tôi tôn trọng các giá trị chung của đức tin Cơ đốc giáo và Giáo hội Anh, nhưng tôi không phải là người thường xuyên thực hành tôn giáo".

## Sách
- Truss, Liz (2008). The value of mathematics. Reform.
- Truss, Liz (2009). A new level. Reform. Bản gốc lưu trữ ngày 14 tháng 8 năm 2017. Truy cập ngày 13 tháng 7 năm 2022.
- Truss, Liz (2011). Academic rigour and social mobility: how low income students are being kept out of top jobs. Centre Forum. Bản gốc lưu trữ ngày 19 tháng 4 năm 2012.
- Truss, Liz; và đồng nghiệp (2011). After the Coalition. London: Biteback Publishing. ISBN 9781849542128.
- Truss, Liz (2012). Affordable quality: new approaches to childcare (PDF). Centre Forum. Bản gốc (PDF) lưu trữ ngày 9 tháng 11 năm 2016. Truy cập ngày 30 tháng 6 năm 2012.
- Truss, Liz; và đồng nghiệp (2012). Britannia unchained: global lessons for growth and prosperity. Houndmills, Basingstoke, Hampshire New York: Palgrave Macmillan. ISBN 9781137032249. Details. Lưu trữ ngày 28 tháng 10 năm 2012 tại Wayback Machine